# パム・フェリス
パム・フェリス（Pam Ferris、1948年5月11日 - ）は、西ドイツ・ニーダーザクセン州ハノーファー生まれのイギリスの女優である。

## 来歴
1948年に西ドイツニーダーザクセン州に生まれる。父親がイギリス空軍へ従事していたこともあり、幼い頃はウェールズ近郊で過ごす。その後、一家はニュージーランドへ移住。フェリスは13歳だった。
演劇に興味を抱き、オークランドにあるマーキュリー劇場において舞台へ出演したりしていた。その後、20代前半になると再びイギリスへ渡り、本格的に女優を目指し始めた。イギリス国内のテレビドラマやコメディ番組などへ出演し始めて、徐々にキャリアを積んでいく。それまでイギリスでの活動がほとんどだったが、1996年にダニー・デヴィートが監督・出演のロアルド・ダール原作のファンタジー・コメディ『マチルダ』でアメリカへも進出。同作品では、主人公が通う小学校で子供たちを執拗なほどに苦しめる鬼校長をユーモラスかつ過激に演じて印象を残した。その後もデヴィート作品には『デス・トゥ・スムーチー』へ出演している。その他にも人気シリーズ『ハリー・ポッターシリーズ』の第3作『ハリー・ポッターとアズカバンの囚人』においてマージョリー・ダーズリーを演じたり、ジュリアン・ムーア主演の『トゥモロー・ワールド』へ出演したりと、キャリアを順調に積んでいる。
1986年に俳優だったロジャー・フロストと結婚。

## 出演作品

### 映画
| 公開年 | 邦題 原題                                                                   | 役名                         | 備考                 |
| ------ | --------------------------------------------------------------------------- | ---------------------------- | -------------------- |
| 1996   | マチルダ Matilda                                                            | アガサ・トランチブル校長     |                      |
| 2002   | デス・トゥ・スムーチー Death to Smoochy                                     | トミー                       |                      |
| 2004   | ハリー・ポッターとアズカバンの囚人 Harry Potter and the Prisoner of Azkaban | マージョリー・ダーズリー     |                      |
| 2006   | トゥモロー・ワールド Children of Men                                        | ミリアム                     |                      |
| 2008   | アザーマン -もう一人の男- The Other Man                                     | ヴェラ                       | 劇場未公開           |
| 2009   | マーティン・フリーマンの スクール・オブ・ミュージカル Nativity!             | パトリシア                   | 劇場未公開           |
| 2009   | マリス・イン・ワンダーランド Malice in Wonderland                           | The Duchess                  | 劇場未公開           |
| 2012   | 推理作家ポー 最期の5日間 The Raven                                          | ブラッドリー夫人             |                      |
| 2012   | Nativity 2: Danger in the Manger                                            | パトリシア                   |                      |
| 2013   | サンタを救え!～クリスマス大作戦～ Saving Santa                              | ミセス・クロース             |                      |
| 2016   | エセルとアーネスト ふたりの物語 Ethel & Ernest                              | ベネット婦人／ベティ叔母さん | アニメ映画、声の出演 |
| 2018   | 俺たちホームズ&ワトソン Holmes & Watson                                     | ヴィクトリア女王             |                      |
| 2019   | トールキン 旅のはじまり Tolkien                                             | フォークナー夫人             |                      |

### テレビ
| 放映年    | 邦題 原題                                                          | 役名                         | 備考                                             |
| --------- | ------------------------------------------------------------------ | ---------------------------- | ------------------------------------------------ |
| 1985      | ザ・ビル The Bill                                                  | ドレイパー夫人               | エピソード:“Death of a Cracksmen”                |
| 1994      | ピーターラビットとなかまたち The World of Peter Rabbit and Friends | ペティトゥース               | エピソード:"The Tale of Pigling Bland"、声の出演 |
| 1996      | 刑事ウィクリフ Wycliffe                                            | Pat Trethowan                | エピソード:“Last Judgment”                       |
| 1996      | ワイルドフェル屋敷の人々 The Tenant of Wildfell Hall               | マーカム夫人                 | ミニシリーズ、2エピソード                        |
| 1998      | われらが友 Our Mutual Friend                                       | ボフィン夫人                 | ミニシリーズ、4エピソード                        |
| 2003-2006 | ローズマリー＆タイム Rosemary & Thyme                              | ローラ・タイム               | 22エピソード                                     |
| 2004      | アガサ・クリスティー ミス・マープル Agatha Christie's Marple       | エルスペス・マクギリカディ   | シーズン1:"パディントン発4時50分"                |
| 2006      | ジェイン・エア Jane Eyre                                           | グレース・プール             | 4エピソード                                      |
| 2008      | リトル・ドリット Little Dorrit                                     | Mrs. General                 | ミニシリーズ、9エピソード                        |
| 2011      | バーナビー警部 Midsomer Murders                                    | リズ・トムリン               | 第14シリーズ 第3話:"花嫁姿の死者"                |
| 2011      | 刑事ジョン・ルーサー Luther                                        | ババ                         | 3エピソード                                      |
| 2012-2016 | コール･ザ･ミッドワイフ ～ロンドン助産婦物語～ Call the Midwife     | シスター・エヴァンジェリーナ | 36エピソード                                     |